# ألكسندر كيرست
ألكسندر كيرست (بالإنجليزية: Alexander Kerst)‏ (1924 - 2010)، هو ممثل نمساوي.
ولد في جمهورية التشيك يوم 23 فبراير 1924، درس التمثيل في ندوة في فيينا، وقد شارك في أفلام منذ عام 1952. توفي في مدينة ميونيخ الألمانية يوم 9 ديسمبر 2010.

## روابط خارجية
- ألكسندر كيرست على موقع IMDb (الإنجليزية)
- ألكسندر كيرست على موقع مونزينجر (الألمانية)
- ألكسندر كيرست على موقع ألو سيني (الفرنسية)
- ألكسندر كيرست على موقع أول موفي (الإنجليزية)
- ألكسندر كيرست على موقع قاعدة بيانات الأفلام السويدية (السويدية)
- ألكسندر كيرست على موقع قاعدة بيانات الفيلم (الإنجليزية)